# Cercle magique
Cercle magique est une collection de Littérature d'enfance et de jeunesse fondée par Heliane Bernard et Alexandre Faure et publiée par Mango en 2002. , elle met en scène de jeunes héros confrontés à des légendes et mythes du monde entier.
Tous les textes sont écrits par Jean-Charles Bernardini et chaque roman est illustré par un auteur de bande dessinée réputé..

## Titres
- Les larmes de la libellule illustré par Edmond Baudoin.
- La course du guépard illustré par Max Cabanes.
- L'écaille du dragon illustré par Frank Le Gall.
- La chute du corbeau illustré par Christophe Chabouté.
- Le rêve du glouton illustré par André Juillard.
- Le vol de l'aigle illustré par Cosey.